# Galium brevifolium
Galium brevifolium är en måreväxtart som beskrevs av James Edward Smith. Galium brevifolium ingår i släktet måror, och familjen måreväxter.

## Underarter
Arten delas in i följande underarter:
- G. b. brevifolium
- G. b. insulare